# Шиничи Хоши
Шиничи Хоши (морфемната граница е: Шин-ичи, на японски: 新一) (по английската Система на Хепбърн Shin'ichi Hoshi) е японски писател на научна фантастика.
Той сред първите професионални писатели на фантастика в Япония.

## Биография и творчество
През 1950 г. завършва агрохимия в Токийския университет. Няколко години работи във фармацевтична фирма, а след това започва да се занимава само с литература. Заедно с Токоми Шибано през 1956 – 1957 г. създават първия японски фензин – „Uchujin“. През следващите години именно там са публикувани множество произведения на Шиничи Хоши.